# WriteAPrisoner
WriteAPrisoner.com （监狱笔友）是一家位于美国佛罗里达的在线机构，它的目标是：通过多种方式减少重复犯罪，涉及方式包括：1）与外界笔友保持积极的书信往来；2）受教育机会；3）就业安置途径；4）针对各种相关问题的综合资源指导；5）为受犯罪影响的儿童提供奖学金。该网站最初的建立主要是发布笔友简介和为囚犯申请法律援助提供一个平台，现已发展成为采取更全面方法来解决囚犯生活问题的特色网站。 该网站解决诸多与监狱相关的问题，目前为囚犯提供 8 项不同方面的服务及资源信息：1）笔友简介；2）教育概览；3）就业概览；4）住宿安置概览；5）法律概览；6）囚犯艺术；7）囚犯博客；8）囚犯诗歌。

## 简介
监狱笔友网站成立于 2000 年 ，在该网站发布的囚犯简介通常多达 7,000 余份。随着监禁囚犯的增长趋势（1980 年至 2000 年之间美国监狱囚犯人数翻了两番），家庭和社会均感受到了由此产生的深远影响。2007 年的经济衰退使整个监狱系统的财务状况进一步恶化，密苏里州州长杰伊ˑ尼克松（Jay Nixon）成立了一个专门工作组，以寻求降低监狱成本，这一行动更加突出了经济的衰退。 WriteAPrisoner.com网站的使命是：减少重复犯罪，从而减轻对家庭和社会造成的负面影响。除此之外，网站还涉及到多种人权活动及倡导。 
该网站： 
- 开办了一个交互式论坛，囚犯的朋友和家人可在此互相交流，提供建议、支持和指导；
- 提供“再就业”（Back to Work）支持，“再就业”是为年度内即将释放的囚犯提供的免费在线发布简历服务；[3][4]
- 协调“监狱图书”（Books Behind Bars）计划，这是一项提高文化水平并推广受教育机会的计划；[5]
- 发布免费的综合“监狱资源目录”（Prison Resource Directory）和“受害人资源目录”（Victim Resource Directory）；[6]
- 通过其受犯罪影响儿童奖学基金（Children Impacted by Crime Scholarship Fund）提供大学奖学金；[7]
- 为部分选取的获释贫困囚犯提供免费的“欢迎回家系列组合”（Welcome Home Kits）；[8]
- 代表囚犯接收电子邮件，打印邮件，并每月分两次把它们邮寄给囚犯；
- 为囚犯发布免费的自助系列专栏，涵盖教育、就业、在监狱中教养子女、信用修复等主题。[9]

WriteAPrisoner.com 通过综合分析提供经验证据，支持由通信建立的积极关系有助于减少重复犯罪的主张。 大量研究探讨了囚犯与外界建立并保持积极沟通的重要性，尤其是探视的重要性，如明尼苏达州 2011 年的 5 年研究项目，这些研究引证了这对囚犯、整个社会以及惩教部（Departments of Corrections ）带来的诸多益处。 在监禁期间保持良好精神状态的囚犯重复犯罪的可能性大大降低。

## 背景
WriteAPrisoner.com网站上约有 10,000 名囚犯的简介，其中大部分囚犯被关押在美国。然而，该网站还列有国际囚犯。 纵然该网站不向囚犯提供任何形式的互联网访问途径，但它仍常常被媒体称作囚犯的 MySpace 和 Facebook。 尽管有人将它与社交媒体相比，但大多数机构仍把它看作是升级版的传统笔友邮件。该网站最初以笔友为重点，如今已发展成为涵盖诸多相关领域的特色网站，如其监狱图书（Books Behind Bars）和再就业（Back to Work）计划、为囚犯及其家人提供的资源、为犯罪受害者提供的资源，此外，它还发布相关主题的免费自助指导，如入监、监禁期间的继续教育和在监狱中的信用修复等。互动功能包括调查投票和聊天，最注重网站的国际论坛（Internet forum），囚犯的朋友及家人可在论坛分享故事和建议。论坛的许多参与者都是该网站囚犯的笔友。讨论的主题包括分享与囚犯通信以及探访囚犯有关方面的建议。该网站每年向囚犯收费 40 美元，以发布他们的简介和照片，公众可免费查阅这些资料。囚犯无法收到电子邮件，因为他们不可访问互联网。该网站鼓励直接向囚犯写信，或通过其免费的电子邮件转寄服务发送首封邮件。网站响应社会发展趋势，开始关注犯罪预防，并于 2010 年推出了其姊妹网站 CrimeFreeKids.com。 该网站维护自己的 Facebook 页面 和 Twitter 账户， 而且，它还利用网站提醒功能，通知相关委托人有关时间紧迫或有时效性的问题，如写信活动、自愿指导那些父母被监禁的儿童或媒体邀请等。由于不寻常的业务性质，许多报纸和期刊文章都曾介绍过该网站，而且该网站的所有人亚当ˑ洛弗尔（Adam Lovell）也曾被多家媒体机构采访。在 2006 年，由于 WriteAPrisoner.com 在监狱亚文化领域的广泛影响，GoDaddy 老板鲍勃ˑ帕森斯（Bob Parsons）于其广播电台成立一周年之际选择对洛弗尔进行采访。  洛弗尔在自己网站建立了其个人博客， 亲自参与交流具体的主题，并且他还为 QuintCareers.com 撰写客座文章，为前罪犯寻找工作提供建议。

## 挑战
在 2003 年 7 月，苏珊ˑ史密斯（Susan Smith）在 WriteAPrisoner.com 网站上发布个人简介寻求笔友，她是一位杀死自己孩子的年轻母亲，该网站由此引起了全国媒体的广泛关注。 南卡罗来纳州惩教部还曾发布了一篇与此事件相关的新闻稿。 WriteAPrisoner.com 应史密斯要求删除了其简介。 当网站代言人使用“畸形秀”一词来形容媒体对苏珊ˑ史密斯故事的报道时，网站收到了一些批评。 该网站后来发布了一篇新闻稿，表示歉意，并同时说明这一用词已被断章取义。许多节目专题报道了该网站，如 20/20 和 (好莱坞真实故事)。 该网站声称要避免‘震惊媒体’和恶名昭著的囚犯，已撤销并拒绝了囚犯简介，避免哗众取宠。小肯尼斯ˑ福斯特（Kenneth Foster, Jr.）在计划行刑的数小时前获得了得克萨斯州长里克ˑ佩里（Rick Perry）的缓期执行批准，他在该网站上留有个人简介。  在 2006 年 3 月，该网站发布了艾德里安ˑ皮勒（Adrian Peeler）的个人简介，他是一名杀害  8 岁小男孩及其母亲的凶手 ，这在当地成为轰动一时的新闻。 当这一事件被康乃狄克邮报（Connecticut Post）特别报道后，该网站立即删除了皮勒的简介。此外，该网站还曾重点介绍过涉及谋杀的皮勒兄弟罗素ˑ皮勒（ Russell Peeler）的个人简介。他的简介也被该网站删除。
涉及到的一些争议包括囚犯的要求会误导大众。当密苏里州调查数十名女囚犯欺骗男性笔友时， WriteAPrisoner.com 网站的主动响应也带动了公众的积极响应。 路易斯维尔大学（University of Louisville）进行的一项研究报道了，并非该网站上的所有囚犯均准确地报告了他们的罪行及犯罪日期。 然而，该网站驳斥了这项研究。 WriteAPrisoner.com 在每一囚犯的个人简介上提供其相应惩教部网站的链接，这样以来公众便可核实信息。WriteAPrisoner.com 的既定政策是，删除任何被发现滥用该网站囚徒的个人简介。

## 法院
WriteAPrisoner.com 已在监狱界和法院产生了影响。在 2009 年，该网站在 Perry v. Hicks 中被称为原告， 这是就违反囚犯第一修正案（First Amendment）权利对佛罗里达州提起的诉讼。 在由佛罗里达司法研究所（Florida Justice Institute）提起的该诉讼中，该网站和 通过基督监狱事工获得自由（Freedom Through Christ Prison Ministry） 被一同提及。 有关囚犯笔友这一新兴的第三方技术应用似乎在一定程度上得到接受。例如，美国联邦上诉法院第七巡回审判庭（United States Court of Appeals for the Seventh Circuit）支持囚犯接收在线笔友电子邮件打印资料的权利。 美国联邦上诉法院第九巡回审判庭（United States Court of Appeals for the Ninth Circuit）也发现，囚犯拥有通过网站寻求笔友的宪法权利。 亚利桑那州通过了一项 House Bill 法案，禁止囚犯在 WriteAPrisoner.com 及类似网站上发布个人简介。继美国公民自由联盟（American Civil Liberties Union，简称ACLU）在法庭上挑战该法案之后，一位联邦法官裁定该法案违反宪法。 考虑到立法将禁止囚犯使用社交媒体，如 Facebook，南卡罗来纳州的官员特别将 WriteAPrisoner.com 从法案中排除，引证了 WriteAPrisoner.com 对囚犯信息的核查程序以及它不向囚犯提供互联网联系途径的事实。 虽然 WriteAPrisoner.com 不允许囚犯任何实际形势的互联网联系，但许多监狱现在都提供 Corrlinks 服务，它允许囚犯可缴费访问监控的电子邮件。
WriteAPrisoner.com 网站表示，它寻求与各州惩教部合作，以确保囚犯的第一修正案权利得到保障。该网站还曾就囚犯的权利与 ACLU 和佛罗里达司法研究所进行过合作，并且该网站一直由佛罗里达司法研究所代表。 此外，该网站还宣称，对囚犯的欺诈行为以及欺诈囚犯的行为均持“零容忍”态度。

## 影响
约瑟夫ˑ哈利南（Joseph Hallinan）曾获得普利策调查报告奖，他所撰写的书《溯源：监禁国之旅》（'Going Up the River: Travels in a Prison Nation）中指出，监狱体验已在美国变得如此司空见惯，每十一位美国男性中就会有一人在其人生中的某一时期被监禁。该数据现已达到了 10:1，一百个美国人中就有一人目前被关押在监。 因此，各种监狱笔友网站会呈现日益壮大的现象。虽然 WriteAPrisoner.com 网站是此类网站中最大的一家， 但在帮助囚犯寻求笔友、法律援助、教育、住宿和就业方面，它的努力并不时唯一的。有许多商业网站和非商业网站也在做同样的努力。一些宗教网站，如国际监狱团契（Prison Fellowship International），也向囚犯提供笔友项目。  
WriteAPrisoner.com 网站已引起诸多图书和刊物的关注。在获奖作家 杰弗里ˑ摩尔（Jeffrey Moore）撰写的小说《记忆大师》（The Memory Artists）中，将该网站与一个虚构的人物关联起来。埃米尔ˑ沃尔塔（Emile Vorta）博士是小说的关键人物，他在序言中援引了他与 WriteAPrisoner.com 的隶属关系。 芭芭拉ˑ塞缪尔（Barbara Samuel）在其于2004年撰写的小说《厨房大街女神》（The Goddesses of Kitchen Avenue）中引用了 WriteAPrisoner.com。 此外，在弗朗西斯ˑ谢里丹ˑ古拉特（Frances Sheridan Goulart）于 2006 年撰写的书《一次只做好一件事：您可做到的产生影响的简单事情》（One Good Work at a Time: Simple Things You Can Do to Make a Difference）中，鼓励读者向 WriteAPrisoner.com 网站的“监狱图书”计划进行捐赠。 该网站的“监狱图书”（Books Behind Bars）计划 赢得了 《O 杂志》（O, The Oprah Winfrey Magazine）的嘉许。 由辛迪ˑ洛弗尔（Cindy Lovell）撰写的儿童小说《本周日不行》（Not This Sunday），讲述了一个五年级男孩如何应对他父亲最近被监禁的局面，在小说中，该网站作为一种家人资源被提及。 该网站有时会发现自己成为一些传媒的滑稽模仿题材。 在《门萨研究杂志》（Mensa Research Journal）中，该网站曾作为工作场合中的资优实例被提及。